# 金鱼花属
金鱼花属（学名：Mina）为旋花科的一个属。
现为虎掌藤属（Ipomoea L.）的异名。

## 物种
本属包括以下物种：
- 金鱼花 Mina lobata